# Desastre minero de Amasra
El 14 de octubre de 2022, se produjo una explosión en la mina de carbón en Amasra, provincia de Bartın, Turquía, que mató a 41 personas e hirió a 11. Fue uno de los incidentes industriales más mortíferos en Turquía.

## Explosión
La explosión ocurrió a las 6:30 p. m. hora turca, a una profundidad de unos 300 metros. En el momento del incidente, alrededor de 110 personas estaban trabajando en la mina y casi la mitad de ellas estaban por debajo de los 300 m (980 pies) de profundidad.Algunos informes indicaron que cinco personas trabajaban por debajo de los 350 m (1150 pies) y 44 personas trabajaban por debajo de los 300 m (980 pies).
El Ministro del Interior Süleyman Soylu dijo que más de 22 personas habían muerto y 28 personas se arrastraron por su cuenta. El Ministro de Salud, Fahrettin Koca, dijo que 11 personas habían sido sacadas con vida y estaban siendo tratadas en el hospital. Se salvaron 58 mineros.

## Investigación
La causa de la explosión aún se desconoce y está bajo investigación, y se sospecha que el grisú (posiblemente metano en capa de carbón) es una de las causas. El presidente Recep Tayyip Erdoğan escribió en Twitter que estaba monitoreando de cerca la situación y dijo que las operaciones de búsqueda y rescate progresaban rápidamente en la mina. Erdoğan canceló un viaje planeado a Diyarbakır y en su lugar viajó a Amasra el 15 de octubre.
Los comentarios de Erdoğan que relacionan la explosión con "el plan del destino" y dicen que tales explosiones "siempre serán" generaron críticas del líder de la oposición Kemal Kılıçdaroğlu, así como protestas en Estambul.